# گراکایس
گراکایس (به لاتین: Gerakies) یک منطقهٔ مسکونی در قبرس است که در ناحیه نیکوزیا واقع شده‌است.

## خصوصیات
گراکایس  ۱۲۳ نفر جمعیت دارد.